# Olger Mejías Ovares
Pour les articles homonymes, voir Mejías.
Olger Mejías Ovares est un arbitre costaricien de football. 

## Carrière
Il a officié dans une compétition majeure : 
- Gold Cup 2000 (1 match)